# Calzada (Burgos)
Calzada es una localidad del municipio burgalés de Valle de Losa, en la Comunidad Autónoma de Castilla y León (España). 
La iglesia está dedicada a santa Eulalia.

## Localidades limítrofes
Confina con las siguientes localidades:
- Al norte con Quincoces de Yuso.
- Al sureste con San Llorente.
- Al suroeste con Villaluenga.
- Al oeste con Robredo de Losa.
- Al noroeste con Lastras de la Torre.

## Demografía
Evolución de la población
| Gráfica de evolución demográfica de Calzada entre 2000 y 2017      |
|                                                                    |
| Población de derecho (2000-2017) según el padrón municipal del INE |

## Historia
Así se describe a Calzada en el tomo V del Diccionario geográfico-estadístico-histórico de España y sus posesiones de Ultramar, obra impulsada por Pascual Madoz a mediados del siglo XIX:

Lugar de la junta de Oteo, en la merindad de Losa, provincia, audiencia territorial, capitanía general, administración de rentas y diócesis de Burgos (17 leguas), partido judicial de Villarcayo (5); Situado en la falda de un cerro con libre ventilación y clima sano; tiene 24 casas de piso bajo, una fuente poco abundante, y una iglesia parroquial (Santa Eulalia), servida por un cura que también da el pasto espiritual en la de Cabañes; confina el término N Quincoces de Yuso; E San Llorente; S Robredo, y O Cabañas; tiene además comunes sus ejidos con los pueblos de la junta y los de Ayala, no solo para el aprovechamiento de pastos, sino también para el de las maderas de robles y hayas; el terreno delgado y de mucha lastra, se divide en primera, segunda y tercera clase; comprende 260 fanegas en cultivo y algunos trozos de monte poblados de robles y hayas; corre de N a S un riachuelo que solo lleva agua en el invierno, y tiene algunas desbordaciones. Caminos: los locales. Producciones: trigo, cebada, avena, yeros, garbanzos, titos, habas y patatas, insuficientes los cereales para el consumo del vecindario; cría ganado lanar, cabrío, vacuno, yeguar y mular; caza de liebres, perdices, zorras y lobos. Industria: la agrícola. Comercio: importación de granos, vino, aceite y ropas, y exportación de ganados. Población: 21 vecinos, 87 almas. Capital productivo: 453.600 reales. Imponible: 40.903. Contribución: 1.745 reales 27 maravedíes.
Diccionario geográfico-estadístico-histórico de España y sus posesiones de Ultramar